# Carmen Küng
Carmen Küng (Schenkon, 30 de enero de 1978) es una deportista suiza que compitió en curling.
Ganó tres medallas en el Campeonato Mundial de Curling entre los años 2004 y 2012, y seis medallas en el Campeonato Europeo de Curling entre los años 2000 y 2013.
Participó en dos Juegos Olímpicos de Invierno, ocupando el cuarto lugar Vancouver 2010 y el cuarto en Sochi 2014, en la prueba femenina.

## Palmarés internacional
| Campeonato Mundial | Campeonato Mundial     | Campeonato Mundial | Campeonato Mundial |
| Año                | Lugar                  | Medalla            | Prueba             |
| ------------------ | ---------------------- | ------------------ | ------------------ |
| 2004               | Gävle (Suecia)         | Medalla de bronce  | Equipo             |
| 2008               | Vernon (Canadá)        | Medalla de bronce  | Equipo             |
| 2012               | Lethbridge (Canadá)    | Medalla de oro     | Equipo             |
| Campeonato Europeo |                        |                    |                    |
| Año                | Lugar                  | Medalla            | Prueba             |
| 2000               | Oberstdorf (Alemania)  | Medalla de bronce  | Equipo             |
| 2003               | Courmayeur (Italia)    | Medalla de plata   | Equipo             |
| 2008               | Örnsköldsvik (Suecia)  | Medalla de oro     | Equipo             |
| 2009               | Aberdeen (Reino Unido) | Medalla de plata   | Equipo             |
| 2010               | Champéry (Suiza)       | Medalla de bronce  | Equipo             |
| 2013               | Stavanger (Noruega)    | Medalla de bronce  | Equipo             |